# Thomas Enders
Pour les articles homonymes, voir Enders.
Thomas « Tom » Enders, né le 21 décembre 1958 à Bruchertseifen, est un homme d'affaires allemand. 
Président d'Airbus de 2007 à 2012, il succède le 31 mai 2012, au français Louis Gallois comme président exécutif d'Airbus Group, maison mère de l'avionneur européen. Il occupera ce poste jusqu'en 2019, avant d'être remplacé par Guillaume Faury.

## Parcours
Il est fils de berger.

### Formation
De 1978 à 1983, il étudie les sciences économiques, les sciences politiques et l’histoire à l’université de Bonn et à l'université de Californie à Los Angeles (UCLA). Il soutient une thèse de doctorat en 1987.
Il a été chercheur à l'Institut international d'études stratégique de Londres.

### Carrière
Thomas Enders est officier de réserve dans la Bundeswehr et occupe divers postes de conseiller ou d'officier d'état-major. Il a été parachutiste. De 1982 à 1985, il est assistant parlementaire au Bundestag, puis travaille jusqu'en 1990 dans divers instituts de recherche (Fondation Konrad Adenauer à Sankt Augustin (Saint Augustin) ; International Institute for Strategic Studies à Londres ; Société allemande pour la politique étrangère (Deutsche Gesellschaft für Auswärtige Politik) à Bonn). Membre de la CSU, il est proche de Friedrich Merz; il est alors un des collaborateurs du ministre allemand de la défense Gerhard Stoltenberg. Il quitte le parti en mars 2011, exprimant sa critique sur la politique allemande concernant la Libye et la course antinucléaire.
Il rejoint DASA en 1991, où il exerce différentes fonctions au département marketing ou auprès de la direction générale, jusqu'à devenir responsable de la division Defence & Security Systems et membre du Comité exécutif d'EADS (société issue de la fusion entre DASA, Aérospatiale-Matra et CASA). Il dirige alors la branche armements d'EADS.
De juin 2005 à août 2007, il est l'un des deux coprésidents exécutifs du constructeur aéronautique européen EADS, avec Noël Forgeard, puis Louis Gallois.
D'août 2007 à mai 2012, il est président du groupe Airbus, filiale d'EADS, maison mère dont il devient président exécutif le 31 mai 2012[réf. nécessaire].
En 2013, Thomas Enders est sacré « patron le plus performant » du CAC 40 par le magazine Challenges pour ses fonctions au sein d'EADS.
En avril 2017, la justice autrichienne ouvre une enquête pour des potentiels faits de corruption, cherchant à savoir si l'Eurofighter a été favorisé aux dépens des concurrents proposés par Saab et Lockheed Martin. Sa gestion est également critiquée, qualifiée d'autocratique par certains.
En conflit avec le CEO d'Airbus Fabrice Brégier, son départ est annoncé en 2019.
Le 2 avril 2019, le journal Le Monde révèle que l'agence d'analyse de gouvernance et de politique de vote Proxinvest estime à 36,8 millions d'euros le parachute doré que Tom Enders touchera à son départ d'Airbus le 10 avril 2019,. Cette information, confirmée par Airbus, suscite une polémique. Plusieurs personnalités politiques, tel le ministre de l'Économie Bruno Le Maire, critiquent le montant de cette indemnité,. Les 3,2 millions d'euros versés au titre de sa clause de non-concurrence sont particulièrement mis en cause. « Cette clause n'est valable qu'un an, s'étonne Jehanne Leroy de Proxinvest. Il pourra alors devenir consultant chez un concurrent s'il le souhaite. Ce qui serait dommageable pour Airbus ». Par ailleurs, depuis juin 2018, le code de bonne gouvernance Afep Medef stipule que toute indemnité de non-concurrence est exclue dès lors que le dirigeant part à la retraite. Certes, Airbus est en bonne santé, cependant les perspectives sont incertaines : la fin brutale de la commercialisation de l'A-380 pourrait entrainer 3 500 suppressions d'emploi, soit environ 3 % de l'ensemble des effectifs (120 000 salariés au total). Par ailleurs des enquêtes pour corruption lancées au Royaume-Uni, en France et aux Etats-Unis, pourraient lui valoir une amende de plusieurs milliards d'euros en 2020.

### Orientation politique et sociale
Admirateur de Willy Brandt et de son Ostpolitik, il se révèle cependant atlantiste et anti-communiste, choqué par les menaces nucléaires soviétiques. Libéral, il a longtemps été membre de la CSU et proche de Friedrich Merz, un ancien rival d'Angela Merkel.
En octobre 2015, il se déclare en faveur de davantage de dérèglementation du marché du travail. Il soutient également que la création d'emplois faiblement rémunérés en Allemagne aiderait les réfugiés à trouver du travail. Il affirme que l'Europe devrait davantage s'inspirer du modèle américain en créant plus de flexibilité avec des contrats courts afin de parvenir à l'intégration réussie de migrants.
Dans l'entre-deux-tours de l'élection présidentielle de 2017 qui oppose Marine Le Pen et Emmanuel Macron, Thomas Enders s'engage pour ce dernier en rédigeant une lettre informelle pour le soutenir.

### Vie privée
Tom Enders est marié et père de quatre fils.

## Distinction
- Commandeur de la Légion d'honneur (2015)[14].

## Associations et groupes de pression
Thomas Enders préside également l’Association allemande de l’industrie aérospatiale (BDLI) et l’« Atlantik Brücke e.V. », une association visant à promouvoir le dialogue entre les États-Unis et l'Allemagne. En fait, Atlantik-Brücke est un institut très puissant en liaison avec les grands patrons de l'industrie allemande. Il prône le resserrement des liens atlantiques dans tous les domaines. Chaque année, il accorde le prix Eric-M Warburg aux personnes œuvrant en faveur d'une plus grande unité euro-atlantique. En 2007, c'est la secrétaire d'État américaine Condoleezza Rice qui le reçoit des mains de Thomas Enders.
Il est membre du comité de direction du groupe Bilderberg.

## Affaire EADS
Le 15 mai 2007, dans un entretien accordé au Frankfurter Allgemeine Zeitung, Thomas Enders reconnaît, en sa qualité de coprésident d'EADS, que le gouvernement français était intervenu auprès des administrateurs d'EADS afin d'obtenir le versement des 8,5 millions d'euros correspondant au « parachute doré » de Noël Forgeard, ancien dirigeant de l'entreprise.